# Lista de estátuas por altura

Comparação da altura do Cristo Redentor e das estátuas Estátua da Unidade; Buda do Templo da Primavera; Estátua da Liberdade; Mãe Pátria; e David.

Em 3o lugar está Garuda Wisnu Kencana com 121m de altura, em Bali, Indonésia 

## Estátuas existentes
Os países com estátuas na lista são:
| Pos | Estátua                                                           | Homenagem a | País            | Altura (com pedestal) (m) | Altura sem pedestal (m) | Inauguração     | Coordenadas                         | Image |
| --- | ----------------------------------------------------------------- | --- | --------------- | ------------------------- | ----------------------- | --------------- | ----------------------------------- | ----- |
| 1   | Estátua da Unidade                                                | Vallabhbhai Patel | Índia           | 182 m                     |                         | 2018            | 21° 50′ 16″ N, 73° 43′ 08″ L        |       |
| 2   | Buda do Templo da Primavera                                       | Buda Vairocana | China           | 128 m                     |                         | 2008            | 33° 46′ 31″ N, 112° 27′ 04″ L       |       |
| 4   | Garuda Wisnu Kencana                                              | |                 |                           |                         |                 |                                     |       |
| 3   | Laykyun Setkyar                                                   | Buda (Gautama) | Myanmar         | 115,8 m                   |                         | 2008            | 22° 04′ 49″ N, 95° 17′ 21″ L        |       |
| 4   | Cristo Rei                                                        | Sagrado Coração de Jesus | Portugal        | 110 m                     | 28 m                    | 1959            | 38° 40′ 43″ N, 9° 10′ 17″ O         |       |
| 5   | Ushiku Daibutsu                                                   | Buda (Amitābha) | Japão           | 100 m                     |                         | 1993            | 35° 58′ 58″ N, 140° 13′ 13″ L       |       |
| 5   | Sendai Daikannon                                                  | Kannon (Guanyin) | Japão           | 100 m                     |                         | 1991            | 38° 18′ 02″ N, 140° 49′ 25″ L       |       |
| 6   | Guishan Guanyin                                                   | Guanyin | China           | 99 m                      |                         | 2009            | 28° 11′ 03,6″ N, 111° 57′ 49″ L     |       |
| 7   | Mãe de Toda a Ásia                                                | Virgem Maria | Filipinas       | 98 m                      |                         | 2021            | 13° 38′ 32″ N, 121° 02′ 36″ L       |       |
| 8   | Grande Buda da Tailândia                                          | Buda (Gautama) | Tailândia       | 92 m                      |                         | 2008            | 14° 35′ 35,6″ N, 100° 22′ 40,02″ L  |       |
| 9   | Kannon de Ashibetsu                                               | Kannon (Guanyin) | Japão           | 88 m                      |                         | 1989            | 43° 31′ 41,44″ N, 142° 11′ 53,14″ L |       |
| 10  | Mãe Pátria                                                        | Mulher que representa a pátria-mãe                                                                                            | Rússia          | 85 m                      |                         | 1967            | 48° 44′ 32,5″ N, 44° 32′ 13″ L      |       |
| 11  | Awaji Kannon                                                      | Kannon (Guanyin) | Japão           | 80 m                      |                         | 1982            | 34° 30′ 11″ N, 134° 58′ 36″ L       |       |
| 12  | Grande Buda em Ling Shan                                          | Buda (Amitābha) | China           | 79 m                      |                         | 1996            | 31° 25′ 55″ N, 120° 05′ 29″ L       |       |
| 13  | Guanyin of Nanshan                                                | Guanyin | China           | 78 m                      |                         | 2005            | 18° 17′ 34″ N, 109° 12′ 31″ L       |       |
| 14  | Estátua de bronze de Dizang no Monte Jiuhua                       | Ksitigarbha | China           | 76 m                      |                         | 2012            | 30° 32′ 20″ N, 117° 48′ 15″ L       |       |
| 14  | Estátua de Guanyin no Monastério Tsz Shan                         | Guanyin | China           | 76 m                      |                         | 2012            | 22° 28′ 32″ N, 114° 12′ 23″ L       |       |
| 15  | Estátua Garuda Wisnu Kencana                                      | Vixnu montada em Garuda | Indonésia       | 75 m                      |                         | 2018            | 8° 48′ 51″ S, 115° 10′ 01″ L        |       |
| 16  | Kaga Kannon                                                       | Kannon (Guanyin) | Japão           | 73 m                      |                         | 1987            | 36° 19′ 33″ N, 136° 20′ 56″ L       |       |
| 17  | Confúcio do Monte Ni                                              | Confúcio | China           | 72 m                      |                         | 2016            | 35° 29′ 44″ N, 117° 12′ 19″ L       |       |
| 18  | Grande Buda de Leshan                                             | Buda (Maitreya) | China           | 71 m                      |                         | 803             | 29° 32′ 50″ N, 103° 46′ 09″ L       |       |
| 19  | Son Tra Quan Am                                                   | | Vietname        | 70 m                      |                         | 2010            | 16° 05′ 59″ N, 108° 16′ 37″ L       |       |
| 20  | Templo Taihu Guanyin                                              | | China           | 67 m                      |                         | 2017            | 31° 06′ 22″ N, 120° 14′ 20″ L       |       |
| 21  | Yang'asha of Guizhou                                              | Yang'asha (deusa da beleza do povo miao)                                                                                      | China           | 66 m                      |                         | 2017            | 26° 44′ 13″ N, 108° 27′ 27″ L       |       |
| 22  | Estátua da Igualdade                                              | Ramanuja | Índia           | 65,8 m                    |                         | 2018            | 17° 11′ 09″ N, 78° 19′ 59″ L        |       |
| 23  | Estátua da Mãe Pátria                                             | Mulher que representa a pátria-mãe                                                                                            | Ucrânia         | 62 m                      |                         | 1981            | 50° 25′ 35″ N, 30° 33′ 47″ L        |       |
| 23  | Guze Jibo Daikannon do templo Narita-san                          | Kannon (Guanyin) – Jibo Kannon                                                                                                | Japão           | 62 m                      |                         | 1983            | 33° 17′ 08″ N, 130° 32′ 05″ L       |       |
| 23  | Guanyin do Monte Xiqiao                                           | Guanyin | China           | 62 m                      |                         | 1998            | 22° 55′ 59″ N, 112° 58′ 18″ L       |       |
| 26  | Guan Yu of Yuncheng                                               | Guandi (deus da guerra) | China           | 61 m                      |                         | 2010            | 34° 55′ 01″ N, 110° 57′ 50″ L       |       |
| 27  | Luangpho Yai                                                      | Buda (Gautama) | Tailândia       | 59,2 m                    |                         | 1979            | 16° 03′ 44″ N, 103° 39′ 31″ L       |       |
| 28  | Deus da Montanha Vermelha (赤山神, Chìshānshén)                   | Chishanshen ou Deus Luminoso da Montanha Vermelha (赤山明神, Chìshān Míngshén), variação local do deus do mar (海神, Hǎishén) | China           | 58,8 m                    |                         | Anos 2010       | 36° 54′ 00″ N, 122° 23′ 56″ L       |       |
| 29  | Guan Yu                                                           | Guan Yu (deus da guerra) | China           | 58 m                      |                         | 2016            | 30° 20′ 29″ N, 112° 12′ 29″ L       |       |
| 30  | Grande Buda Maitreya                                              | Buda (Maitreya) | Taiwan          | 57,6 m                    |                         | 2011            | 24° 40′ 52″ N, 120° 59′ 08″ L       |       |
| 31  | Estátua da Liberdade da Havan (Barra Velha)                       | Libertas | Brasil          | 57 m                      |                         | 2010            | 26° 38′ 11″ S, 48° 41′ 55″ O        |       |
| 31  | Aizu Jibo Dai-Kannon                                              | Kannon (Guanyin) – Jibo Kannon                                                                                                | Japão           | 57 m                      |                         | 1987            | 37° 33′ 03″ N, 139° 57′ 04″ L       |       |
| 32  | Tokyo Wan Kannon                                                  | Kannon (Guanyin) | Japão           | 56 m                      |                         | 1961            | 35° 15′ 49″ N, 139° 51′ 45″ L       |       |
| 33  | Zheng Chenggong Dashenxiang                                       | Koxinga | Taiwan          | 53,4 m                    |                         | 1995            | (MAPA)                              |       |
| 34  | Estátua de Cristo Rei                                             | Jesus | Polônia         | 52,5 m                    | 36 m                    | 2010            | 52° 14′ 12″ N, 15° 32′ 47″ L        |       |
| 35  | Imperadores Yan e Huang                                           | Yan e Huang, Imperadores da China                                                                                             | China           | 51 m                      |                         | 2007            | 34° 57′ 26″ N, 113° 30′ 45″ L       |       |
| 36  | Estátua de Santa Rita de Cássia                                   | Santa Rita de Cássia | Brasil          | 50 m                      | 50 m                    | 2010            | 6° 14′ 22″ S, 36° 01′ 14″ O         |       |
| 36  | Usami Dai-Kannon                                                  | Kannon (Guanyin) | Japão           | 50 m                      |                         | 1982            | 35° 01′ 25″ N, 139° 03′ 51″ L       |       |
| 36  | Sodoshima Dai-Kannon                                              | Kannon (Guanyin) | Japão           | 50 m                      |                         | 1994            | 34° 30′ 43″ N, 134° 12′ 47″ L       |       |
| 46  | Taiwan Chengte Dafo                                               | Buda (Amitābha) | Taiwan          | 50 m                      |                         | 2004            | 24° 00′ 21″ N, 120° 58′ 52″ L       |       |
| 46  | Guerrero Chimalli                                                 | Chīmalli Warrior | Mexico          | 50 m                      |                         | 2014            | 19° 24′ 47″ N, 98° 59′ 02″ O        |       |
| 42  | Monumento da Renascença Africana                                  | Povo da África | Senegal         | 49 m                      |                         | 2010            | 14° 43′ 20″ N, 17° 29′ 42″ O        |       |
| 43  | Buda em Kande Viharaya, Aluthgama                                 | Buda (Gautama) | Sri Lanka       | 48,8 m                    |                         | 2007            | 6° 26′ 56″ N, 80° 00′ 00″ L         |       |
| 44  | Dai Kannon of Kamaishi                                            | Kannon (Guanyin) – Gyoran Kannon                                                                                              | Japão           | 48,5 m                    |                         | 1970            | 39° 15′ 24″ N, 141° 54′ 03″ L       |       |
| 45  | Donglin Dafo                                                      | Buda (Amitābha) | China           | 48 m                      |                         | 2013            | 29° 25′ 38″ N, 115° 53′ 05″ L       |       |
| 46  | Jinding Dafo                                                      | Buda (Gautama) | China           | 48 m                      |                         | 2011            | 43° 19′ 18″ N, 128° 14′ 36″ L       |       |
| 47  | Samantabhadra Bodhisattva das Dez Direções                        | Buda (Samantabhadra) | China           | 48 m                      |                         | 2005            | 29° 31′ 32″ N, 103° 20′ 12″ L       |       |
| 48  | Grande Buda Fo Guang no Museu do Buda                             | Buda (Gautama) | Taiwan          | 48 m                      |                         | 2011            | 22° 45′ 29″ N, 120° 26′ 19″ L       |       |
| 49  | Virgen de la Paz                                                  | Maria | Venezuela       | 46,7 m                    |                         | 1983            | 9° 20′ 52″ N, 70° 27′ 46″ O         |       |
| 50  | Estátua da Liberdade                                              | Libertas, deusa da Roma Antiga                                                                                                | Estados Unidos  | 46 m                      |                         | 1886            | 40° 41′ 21″ N, 74° 02′ 40″ O        |       |
| 52  | Jixiang Dafo                                                      | Buda | China           | 45 m                      |                         | 2008            | 21° 57′ 38″ N, 100° 48′ 30″ L       |       |
| 53  | Phra Puttamingmongkol Akenakkiri Buddha                           | Buda (Gautama) | Tailândia       | 45 m                      |                         | 2008            | 7° 49′ 40″ N, 98° 18′ 49″ L         |       |
| 54  | Virgen del Socavón                                                | Maria | Bolívia         | 45 m                      |                         | 2013            | (MAPA)                              |       |
| 55  | Tong Lam Lo Son Amitabha Buddha                                   | Buda (Amitābha) | Vietname        | 44 m                      |                         | 2012            | 12° 16′ 59″ N, 109° 08′ 02″ L       |       |
| 56  | Estátua Kailashnath Mahadev                                       | Shiva | Nepal           | 43,5 m                    |                         | 2010            | 27° 38′ 46″ N, 85° 28′ 29″ L        |       |
| 57  | Cristo Protetor de Encantado                                      | Jesus | Brasil          | 43 m                      | 38 m                    | 2021            | 29° 14′ 07″ S, 51° 54′ 43″ O        |       |
| 58  | Deus da Longevidade de Rugao                                      | Shòuxing (寿星 or 寿神), Predefinição:Literal translation "Star/God of Longevity"                                             | China           | 43 m                      |                         | 2010            | 32° 21′ 52″ N, 120° 32′ 23″ L       |       |
| 59  | Estátua do Senhor Murugan                                         | Murugan | Malásia         | 42,7 m                    |                         | 2006            | 3° 14′ 15″ N, 101° 41′ 02″ L        |       |
| 60  | Mazu de Tianjin                                                   | Mazu (deusa do mar) | China           | 42,3 m                    |                         | 2012            | 39° 06′ 25″ N, 117° 50′ 18″ L       |       |
| 61  | Buddha Dordenma                                                   | Shakyamuni Buda | Bhutan          | 42,2 m                    |                         | 2015            | 27° 26′ 37″ N, 89° 38′ 43″ L        |       |
| 62  | Grand Byakue Kannon                                               | Kannon (Guanyin) | Japão           | 41,8 m                    |                         | 1936            | 36° 18′ 40″ N, 138° 58′ 50″ L       |       |
| 63  | Grande Mazu de Chunan                                             | Mazu (deusa do mar) | Taiwan          | 41,4 m                    |                         | 1984            | 24° 41′ 38″ N, 120° 51′ 58″ L       |       |
| 64  | Centro Budista Batamulla Kanda                                    | Buda (Gautama) | Sri Lanka       | 41 m                      |                         | 2016            | 6° 31′ 08″ N, 80° 07′ 04″ L         |       |
| 65  | Veera Abhaya Anjaneya Hanuman Swami                               | Vijayawada, Andhra Pradesh | Índia           | 41 m                      |                         | 2003            | 17° 13′ 47″ N, 82° 07′ 21″ L        |       |
| 66  | Guanyin of Lianhuashan                                            | Guanyin | China           | 40,8 m                    |                         | 1994            | 22° 59′ 27,33″ N, 113° 30′ 01,49″ L |       |
| 67  | Thiruvalluvar Statue                                              | Thiruvalluvar | Índia           | 40,6 m                    |                         | 1999            | 8° 04′ 40″ N, 77° 33′ 14″ L         |       |
| 68  | Shichikama Shokannon                                              | Kannon | Japão           | 40 m                      |                         | 1990            | 32° 45′ 12,8″ N, 129° 52′ 28,8″ L   |       |
| 69  | Shinran Shonin                                                    | Shinran | Japão           | 40 m                      |                         | 1990            | 38° 04′ 20″ N, 139° 20′ 33″ L       |       |
| 70  | Estátua de José María Morelos                                     | José María Morelos | México          | 40 m                      |                         | 1934            | 19° 34′ 25″ N, 101° 39′ 07″ O       |       |
| 71  | Estátua Equestre de Genghis Khan                                  | Genghis Khan | Mongólia        | 40 m                      |                         | 2007            | 47° 48′ 29″ N, 107° 31′ 48″ L       |       |
| 72  | Buda Amitābha de Fo Guang Shan                                    | Buda (Amitābha) | Taiwan          | 40 m                      |                         | 1975            | 22° 44′ 57″ N, 120° 26′ 45″ L       |       |
| 73  | Máscara de Atatürk Mask                                           | Mustafa Kemal Atatürk | Turquia         | 40 m                      |                         | 2009            | 38° 24′ 22″ N, 27° 08′ 46″ L        |       |
| 74  | True Martial Great Deity of Yunxi Gushan                          | Xuanwu (真武大帝), Heidi | China           | 39 m                      |                         | 2016            | 32° 58′ 20″ N, 110° 24′ 24″ L       |       |
| 75  | Tathagata Tsal                                                    | Buda | Índia           | 39 m                      |                         | 2013            | 27° 18′ 51″ N, 88° 21′ 48″ L        |       |
| 76  | Estátua do Grande Buda de Wat Phothikyan Phut Thak Tham           | Buda (Amitābha) | Malásia         | 39 m                      |                         | 2009            | 6° 06′ 33″ N, 102° 22′ 19″ L        |       |
| 77  | Buda Gigante Hongguang Shan                                       | Buda (Gautama) | China           | 38,8 m                    |                         | 2004            | 43° 52′ 52″ N, 87° 36′ 49″ L        |       |
| 78  | Nanshan Dafo                                                      | Buda (Gautama) | China           | 38,7 m                    |                         | 2004            | 37° 33′ 57″ N, 120° 28′ 17″ L       |       |
| 79  | Daishaka                                                          | Buda (Gautama) | Japão           | 38,5 m                    |                         | 1979            |                                     |       |
| 80  | Cristo Redentor                                                   | Jesus | Brasil          | 38 m                      | 30 m                    | 1931            | 22° 57′ 06″ S, 43° 12′ 39″ O        |       |
| 81  | Estátua de Buda Dhyana                                            | Buda (Gautama) | Índia           | 38 m                      |                         | 2006            | 16° 34′ 43″ N, 80° 21′ 11″ L        |       |
| 82  | Laozi da Montanha Laojunshan                                      | Laozi | China           | 38 m                      |                         | 2010            | 33° 45′ 17″ N, 111° 38′ 31″ L       |       |
| 83  | Buda de Ibiraçu                                                   | Buda (Gautama) | Brasil          | 38 m                      | 35 m                    | 2020            | 19° 51′ 59″ S, 40° 22′ 57″ O        |       |
| 84  | Estátua de Padmasambhava em Rewalsar                              | Guru Rinpoche | Índia           | 37,5 m                    |                         | 2012            | 31° 38′ 02″ N, 76° 49′ 59,99″ L     |       |
| 85  | Shiva de Murudeshwara                                             | Shiva | Índia           | 37 m                      |                         | 2006            | 14° 05′ 37″ N, 74° 29′ 01″ L        |       |
| 86  | Grande Buda de Rongxian                                           | Buda (Maitreya) | China           | 37 m                      |                         | 817             | 29° 27′ 17″ N, 104° 25′ 52″ L}      |       |
| 87  | O Merlion de Sentosa                                              | Um merlion | Singapura       | 37 m                      |                         | 1996            | 1° 15′ 13″ N, 103° 49′ 08″ L        |       |
| 88  | Da Guan Gong                                                      | Guan Yu | Taiwan          | 36,6 m                    |                         | 1975            | 24° 46′ 49,5″ N, 120° 58′ 43,5″ L   |       |
| 89  | Guanyin do Templo Chongyuan                                       | Guanyin (Avalokitesvara) | China           | 33 m                      |                         | 2007            | 31° 24′ 32″ N, 120° 46′ 32″ L       |       |
| 90  | Estátua de Padmasambhava em Namchi                                | Guru Rinpoche | Índia           | 36 m                      |                         | 2004            | 27° 10′ 46″ N, 88° 22′ 48″ L        |       |
| 91  | Saibaba                                                           | Sai Baba of Shirdi | Índia           | 35,5 m                    |                         | 2015            | 16° 57′ 18,3″ N, 82° 11′ 18,8″ L    |       |
| 92  | Monumento Alyosha Monument                                        | Soldado soviético da Segunda Guerra                                                                                           | Rússia          | 35,5 m                    |                         | 1974            | 68° 59′ 34″ N, 33° 04′ 16″ L        |       |
| 93  | Estátua Basaveshwara                                              | Basava | Índia           | 35,35 m                   |                         | 2014            | 15° 25′ 14″ N, 75° 37′ 57″ L        |       |
| 94  | Bodhisattva Avalokitesvara de Tazawako                            | Avalokitesvara | Japão           | 35 m                      |                         | 1939            | 39° 44′ 21″ N, 140° 43′ 23″ L       |       |
| 95  | Nascimento do Novo Homem                                          | Cristóvão Colombo | Espanha         | 35 m                      |                         | 1995            | 37° 25′ 39″ N, 5° 59′ 34″ O         |       |
| 96  | Grande Estátua Norte das Grutas de Mogao                          | Buda (Maitreya) | China           | 35,5 m                    |                         | 694             | 40° 02′ 14″ N, 94° 48′ 13″ L        |       |
| 97  | Estátua Adiyogi Shiva                                             | Shiva | Índia           | 34,2 m                    |                         | 2017            | 10° 58′ 22″ N, 76° 44′ 26″ L        |       |
| 98  | Cristo de la Concordia                                            | Jesus | Bolivia         | 34,2 m                    |                         | 1994            | 17° 23′ 04″ S, 66° 08′ 04″ O        |       |
| 99  | Pegasus and Dragon                                                | Pégaso e dragão | Estados Unidos  | 33,5 m                    |                         | 2014            | 25° 58′ 56″ N, 80° 08′ 26″ O        |       |
| 100 | Tian Tan Buddha                                                   | Buda (Gautama) | China           | 33,2 m                    |                         | 1993            | 22° 15′ 14″ N, 113° 54′ 17″ L       |       |
| 101 | Hungludi Tudigong Xiang                                           | Tu Di Gong | Taiwan          | 33,2 m                    |                         | 2000s (approx.) |                                     |       |
| 103 | Cristo Luz                                                        | Jesus | Brasil          | 33 m                      |                         | 1997            | 26° 59′ 07″ S, 48° 38′ 42″ O        |       |
| 102 | Estátua de Ahimsa                                                 | Adinath | India           | 33 m                      |                         | 2016            | 20° 50′ 32″ N, 74° 05′ 02″ L        |       |
| 103 | Adinath                                                           | Rishabhanatha | India           | 33 m                      |                         | 2015            | 21° 30′ 21″ N, 71° 48′ 44″ L        |       |
| 104 | Sankat Mochan Dham                                                | Hanuman | India           | 33 m                      |                         | 2008            | 28° 38′ 45″ N, 77° 11′ 49″ L        |       |
| 105 | Maoshan Laozi Shenxiang                                           | Laozi | China           | 33 m                      |                         | 1998            | 31° 47′ 48,38″ N, 119° 18′ 39,77″ L |       |
| 106 | Xuedoushan Maitreya Big Buddha                                    | Buda (Maitreya) | China           | 33 m                      |                         | 2008            |                                     |       |
| 107 | Yishan Dafo                                                       | Buda (Gautama) | China           | 33 m                      |                         | 2009            |                                     |       |
| 108 | Guanshiyin Pusa Shengxiang em Guanyin Shan                        | Guanyin | China           | 33 m                      |                         | 2001            |                                     |       |
| 109 | Notre-Dame du Sacré-Coeur (fr) (Nossa Senhora do Sagrado Coração) | Mary | França          | 33 m                      |                         | 1941            | 45° 49′ 44″ N, 4° 57′ 01″ L         |       |
| 110 | Mangal Mahadev                                                    | Shiva | Maurícia        | 33 m                      |                         | 2007            | 20° 24′ 59″ S, 57° 29′ 33″ L        |       |
| 111 | Sri Tallapaka Annamacharya                                        | Annamacharya | Índia           | 33 m                      |                         | 2008            | 14° 12′ 04″ N, 79° 09′ 41″ L        |       |
| 112 | Hanuman Murti em Shahjahanpur                                     | Hanumat Dham | Índia           | 33 m                      |                         | 2013            |                                     |       |
| 113 | Templo Jakhoo Hanuman                                             | Hanuman | Índia           | 33 m                      |                         | 2010            | 31° 06′ 03″ N, 77° 11′ 00″ L        |       |
| 114 | Estátua de Basava em Basavakalyan Bidar                           | Basava | Índia           | 33 m                      |                         | 2012            | 17° 50′ 34″ N, 76° 56′ 36″ L        |       |
| 115 | Junkin Kaiun Hoju Daikanzeon Bosatsu                              | Kannon | Japão           | 33 m                      |                         | 1982            |                                     |       |
| 116 | Taniyama no Daikannon                                             | Kannon | Japão           | 33 m                      |                         | 2001            |                                     |       |
| 117 | Buda Dourado (Maitreya) de Beopjusa                               | Buda (Maitreya) | Coreia do Sul   | 33 m                      |                         | 1990            | 36° 32′ 31″ N, 127° 49′ 57″ L       |       |
| 118 | Durga Maa Bhavani                                                 | Durga | Maurícia        | 33 m                      |                         | 2017            | 20° 24′ 54″ S, 57° 29′ 31″ L        |       |
| 119 | Mazu Statue                                                       | Mazu | Taiwan          | 32,7 m                    |                         | 2001            | 24° 58′ 32″ N, 121° 01′ 35″ L       |       |
| 120 | Estátua de Buda                                                   | Buda (Gautama) | Índia           | 32,6 m                    |                         | 1965            | 30° 15′ 11″ N, 78° 00′ 44″ L        |       |
| 121 | Luang Pho To                                                      | Buda (Maitreya) | Tailândia       | 32,5 m                    |                         | 1927            | 13° 46′ 01″ N, 100° 30′ 10″ L       |       |
| 122 | Estátua de Buda no Monastério Diskit                              | Buda (Maitreya) | Índia           | 32 m                      |                         | 2010            | 34° 32′ 37″ N, 77° 33′ 50″ L        |       |
| 123 | Hanuman em Nandura                                                | Hanuman | Índia           | 32 m                      |                         |                 | 20° 50′ 05″ N, 76° 27′ 00″ L        |       |
| 124 | Estátua do Jovem Mao Zedong                                       | Mao Zedong | China           | 32 m                      |                         | 2009            | 28° 10′ 16″ N, 112° 57′ 17″ L       |       |
| 125 | Estátua de Jesus em Saidnaya                                      | Jesus | Síria           | 32 m                      |                         | 2013            | 33° 43′ 39″ N, 36° 22′ 24″ L        |       |
| 126 | Bhaisajyaguru do Templo Nihon-ji                                  | Buda (Bhaisajyaguru) | Japão           | 31 m                      |                         | 1790 (approx.)  | 35° 09′ 28″ N, 139° 50′ 05″ L       |       |
| 127 | Sagrado Coração de Jesus                                          | Jesus | Filipinas       | 31 m                      |                         | 2015            | 11° 31′ N, 122° 44′ L               |       |
| 128 | Mangal Mahadev                                                    | Shiva | Índia           | 30,8 m                    |                         | 2012            | 28° 37′ N, 76° 39′ L                |       |
| 129 | Monumento Jalesveva Jayamahe                                      | oficial da marinha | Indonésia       | 30,6 m                    |                         | 1996            | 7° 11′ 46,74″ S, 112° 44′ 23,16″ L  |       |
| 130 | Shiva de Har Ki Pauri                                             | Shiva | Índia           | 30,5 m                    |                         | 2012            | 29° 57′ 31″ N, 78° 10′ 29″ L        |       |
| 131 | Estátua de São Francisco                                          | Francisco de Assis | Brasil          | 30,5 m                    |                         | 2005            | 4° 22′ 01″ S, 39° 18′ 19″ O         |       |
| 132 | Guan Yin de Bronze do Templo Kek Lok Si                           | Guanyin | Malásia         | 30,2 m                    |                         | 1999            | 5° 23′ 52″ N, 100° 16′ 21″ L        |       |
| 133 | Estátua Abbirajupalem Hanuman                                     | Hanuman | Índia           | 30 m                      |                         | 2013            | 16° 30′ 12″ N, 81° 50′ 34″ L        |       |
| 134 | Patung Yesus Memberkati                                           | Jesus | Indonésia       | 30 m                      |                         | 2007            | 1° 29′ 00″ N, 124° 50′ 00″ L        |       |
| 135 | Obinzurusama                                                      | Pindola Bharadvaja | Japão           | 30 m                      |                         | 1607            | 33° 02′ 27″ N, 130° 41′ 09″ L       |       |
| 136 | Cristo Resucitado                                                 | Jesus | México          | 30 m                      |                         | 1979 (approx.)  | 19° 33′ 43″ N, 99° 11′ 04″ O        |       |
| 137 | Virgen de El Panecillo                                            | Mulher do Apocalipse | Equador         | 41 m                      | 30 m                    | 1976            | 0° 13′ 43″ S, 78° 31′ 07″ O         |       |
| 138 | Wat Machimmaram                                                   | Buda | Malásia         | 30 m                      |                         | 2001            | 6° 11′ 10″ N, 102° 06′ 30″ L        |       |
| 139 | The Kelpies                                                       | Horses | Reino Unido     | 30 m                      |                         | 2013            | 56° 01′ 09″ N, 3° 45′ 19″ O         |       |
| 140 | Juche Tower statues                                               | Trabalhador, camponês e intelectual                                                                                           | Coreia do Norte | 30 m                      |                         | 1982            | 39° 01′ 04″ N, 125° 45′ 47″ L       |       |